# Jean Stein
Jean Babette Stein (geboren am 9. Februar 1934 in Los Angeles oder Chicago; gestorben am 30. April 2017 in New York City) war eine US-amerikanische Autorin und  Herausgeberin.

## Leben
Jean Steins Vater Jules C. Stein gründete 1924 die Music Corporation of America (MCA). Stein wuchs in Los Angeles auf und ging in Ross, Lausanne und New York City zur Schule. Sie besuchte das Wellesley College und Vorlesungen an der Sorbonne. Weihnachten 1953 traf sie auf William Faulkner in St. Moritz, da war sie 19 Jahre alt, er 56. Im Folgejahr trafen sie sich in Rom, und Stein gab anschließend für ihn Empfänge im Pariser Appartement ihres Onkels. Die Affäre mit der „Vaterfigur“ zog sich bis Mitte 1956 hin. Ihr Interview mit Faulkner, das er ihr redigrierte, erschien in The Paris Review, dessen Herausgeberschaft sie für eine Zeit übernahm.
Zurück in New York war sie 1955 Regieassistentin bei Elia Kazans Uraufführungsinszenierung von Tennessee Williams’ Theaterstück Die Katze auf dem heißen Blechdach.
Stein schrieb 1970 mit George Plimpton als Herausgeber eine Biografie über Robert F. Kennedy.
Ebenfalls mit Unterstützung Plimptons erschien 1982 mit Edie: American Girl ihre Biografie über die Schauspielerin Edie Sedgwick in Form einer Oral History; das Buch wurde ein Bestseller. Stein wurde 1990 zur Herausgeberin des Literaturmagazins Grand Street; das Magazin stellte 2004 das Erscheinen ein. Stein veröffentlichte 2016 mit West of Eden ein Buch über Los Angeles, das auch eine Filmgeschichte Hollywoods ist.
Stein war mit William vanden Heuvel verheiratet, Katrina vanden Heuvel (* 1959) ist eine von zwei Töchtern, die Scheidung erfolgte 1969. Stein heiratete 1995 den Neurophysiologen Torsten N. Wiesel (* 1924), diese Ehe wurde 2007 geschieden.

## Schriften
- mit George Plimpton (Hrsg.): American Journey: The Times of Robert Kennedy. Harcourt Brace Jovanovich, New York 1970, OCLC 4556742.
- mit George Plimpton (Hrsg.): Edie: American Girl. Grove Press, New York NY 1982, ISBN 0-8021-3410-6
- West of Eden: an American place. Random House, New York NY 2016, ISBN 978-0-8129-9840-5.